# 최은경 (기수)
최은경(1997년 2월 24일 ~)은 대한민국의 기수이다.

## 수상 기록
- 2017년도 최우수 신인기수